# Riserva naturale Camaldoli
La riserva naturale biogenetica di Camaldoli è un'area naturale protetta che si trova in Toscana in provincia di Arezzo all'interno del Parco nazionale delle Foreste Casentinesi, Monte Falterona e Campigna; precisamente si estende sul versante meridionale dell'Appennino tosco-romagnolo tra le località Giogo Secchieta e Poggio Tre Confini, nel comune di Poppi occupando una superficie di 1.169 ettari.
La foresta di Camaldoli è una delle 149 riserve naturali e foreste demaniali del Raggruppamento Carabinieri per la Biodiversità ed è inserita nel complesso delle Riserve Naturali Biogenetiche Casentinesi gestite dal Reparto Carabinieri Biodiversità di Pratovecchio (AR).

## Storia
Le prime notizie della foresta detta di Camaldoli , risalgono a quando un piccolo appezzamento di terreno fu donato nel 1012 a San Romualdo, fondatore dell'ordine dei Camaldolesi, da un benefattore di nome Maldolo, in località Campo Amabile. La proprietà iniziale dei monaci era di circa 160 ettari. A Campo Amabile San Romualdo costruì il primo nucleo dell'eremo e, più in basso , l'ospizio di Fontebona, dove sorge l'attuale monastero.
I monaci col passare del tempo, aumentarono la superficie della loro proprietà sia per mezzo di successive donazioni sia per acquisti . I monaci dedicarono grande impegno nella coltivazione della loro foresta, come era prescritto dalle "consuetudini" di Camaldoli. In particolare sostituirono gradualmente l'originario bosco misto con piantagioni pure di Abete bianco . Ciò perché questa specie era allora più pregiata o forse anche perché la struttura colonnare e severa delle abetine, suscitava nei monaci un maggior senso di misticismo e religiosità, rispetto al bosco misto a dominazione di latifoglie.
Nel 1866, in base al "Regio Decreto n° 3036, inserito nella Gazzetta Ufficiale dell' 8 luglio 1866 : soppressione delle corporazioni religiose e destituzione dell'asse ecclesiastico", lo Stato italiano espropriò la foresta, nonché l'eremo e il monastero di Camaldoli. Inizia quindi in Casentino la gestione da parte del Demanio forestale dello Stato, del primo nucleo di foresta che copriva, nell'anno 1871, una superficie di 1442 ettari.
L'attività dell'Amministrazione forestale italiana, fu negli anni successivi molto intensa, Furono costruiti nuovi fabbricati , realizzate nuove piste forestali e soprattutto il rimboschimento dei terreni incolti e pascolivi. Secondo la tradizione dei Camaldolesi, largo posto fu dato alle piantagioni di Abete bianco.
Dal anno 1871, la foresta è gestita dal Corpo Forestale dello Stato, ora Arma dei Carabinieri.

## Territorio
La natura geologica è costituita prevalentemente dalla formazione del "Macigno Toscano", ovvero rocce sedimentarie originatesi in ambiente marino dalla sedimentazione delle correnti di torbida, ben visibile in corrispondenza di aree rupestri o lungo le scarpate di strade e sentieri. In prossimità del crinale appenninico, affiora la scaglia toscana, roccia scistosa. Su queste rocce si originano suoli generalmente freschi e profondi.

## Flora
La flora della Riserva di Camaldoli è caratterizzata dalla presenza di specie di notevole interesse fitogeografico. Fra queste : Potamogeton crispus, Potamogeton natans, Myriophyllum spicatum legate alle aree umide, Epipactis flaminia, Ribes cfr. rubrum , Paris quadrifolia, Allium ursinum per lo più in ambienti di faggeta., ecc. Inoltre Alnus incana che termina la sua discesa nella dorsale appenninica poco più a sud, tra La Verna e la Valle del Marecchia.

## La copertura forestale .
Il paesaggio vegetale varia in relazione alle fasce altimetriche, con le locali condizioni climatiche, nonché in relazione alla passata attività antropica. Nella Riserva sono presenti impianti puri di Abete bianco, boschi misti di latifoglie e conifere, faggete e castagneti da frutto. In questa foresta si trova uno dei più vecchi e maestosi esemplari di Castagno, il Castagno Miraglia di oltre 500 anni di età. I tipi fondamentali di vegetazione forestale sono in ordine di estensione territoriale:
- Bosco di conifere composta da abetine di abete bianco con presenza di alcune specie esotiche come ad esempio Pino nero, Abete di americano (douglas) e Abete rosso ecc.;
- Bosco misto di Faggio e Abete bianco con presenza di Acero montano, Acero riccio, Olmo montano, Frassino, Tiglio e Tasso;
- Faggeta pura;
- Boschi misti di latifoglie con Cerro, Carpino nero, Carpino bianco, Roverella, Acero opalo, Acero campestre, Rovere, Orniello e Tiglio.

Sono inoltre presenti piccoli nuclei di castagneto e sul crinale di Giogo Secchieta è presente un piccolo settore occupato da praterie pseudo-alpine d'origine antropica.

## Fauna
La fauna maggiore è costituita da ungulati come cervi, daini, caprioli e cinghiali; è presente anche il loro predatore naturale, il Lupo. Abbondante anche la fauna ornitica (picchio maggiore, cince, allocco, poiana, ecc.) ed i mammiferi minori (scoiattolo, ghiro, ecc.). Presenti anche aree umide nelle quali si sono insediati importanti specie di anfibi come il tritone e la salamandra.